# Kim Hyun-joo
Kim Hyun-joo (sinh ngày 24 tháng 4 năm 1977) là một nữ diễn viên người Hàn Quốc. Cô được biết đến nhiều nhất với vai chính trong các bộ phim truyền hình như Giày thủy tinh (2002), Ước mơ lấp lánh (2011), Gia đình kỳ quặc (2014), Người tình của tôi (2015)

## Sự nghiệp

### 1996-2001: Khởi đầu và những thành công đầu tiên
Từ khi học năm nhất trung học, Kim Hyun-joo đã đến các đài truyền hình để thử vai với mong muốn trở thành một diễn viên. Năm 1995, khi đang là học sinh cuối cấp 3, cô đã tham gia một cuộc thi tìm kiếm người mẫu trang bìa do một tạp chí tổ chức, nhưng bị loại. Tuy nhiên, khi người của tạp chí liên hệ lại với cô, họ hỏi cô: "Cô không phải là người mẫu trang bìa, nhưng cô có muốn làm người mẫu cho tiểu mục làm tóc hay góc trang điểm không?". Cô đã đồng ý. Và kể từ đó, cô thử sức với vai trò người mẫu ảnh tuổi teen.
Cô ra mắt làng giải trí lần đầu khi xuất hiện trong video ca nhạc minh hoạ cho ca khúc "One's Lifetime" của ca sĩ Kim Hyun-cheol năm 1996. Vai diễn đầu tiên của cô là một vai phụ trong phim truyền hình của đài MBC The Reason I Live vào năm 1997. Dù là diễn viên mới, nhưng cô đã lọt vào mắt xanh của các đạo diễn và nhận được vai nữ chính trong hai phim điện ảnh Nếu tuyết rơi vào đêm giáng sinh (1998) đóng cùng Park Yong-ha, và sau đó là Cánh hoa tình yêu (1999) đóng cùng Song Seung-heon. Năm 1999, vai diễn trong phim truyền hình Thời thanh xuân (1999) cùng bạn diễn Jang Dong-gun là một bước ngoặt khi là đây là vai chính đáng chú ý đầu tiên của cô trên màn ảnh nhỏ. Cuối năm 1999, cô là một trong bốn diễn viên chính của bộ phim truyền hình Dưới ánh mặt trời (1999). Vào đầu năm 2000, cô góp mặt trong tập 7 trong bộ phim truyền hình 8 Câu chuyện tình yêu (2000), series phim truyền hình 8 tập mà mỗi tập là một câu chuyện tình yêu khác nhau, quy tụ dàn diễn viên triển vọng của Hàn Quốc thời bấy giờ.
Diễn xuất của cô sớm được ghi nhận bằng các giải thưởng. Các vai diễn chính trong phim Đức (2000)  và Ở nhà cô ấy (2001) năm 2001 mang về cho cô 2 giải thưởng Diễn viên nữ truyền hình xuất sắc của năm, lần lượt của đài SBS và MBC. Bộ phim truyền hình Thương gia do cô đóng chính(dựa trên tiểu thuyết của nhà văn Choi In-ho về nhà buôn nổi tiếng thế kỷ 19 Im Sang-ok) cũng nhận được nhiều tình cảm từ khán giả.

### 2002-2005: Đột phá và nổi tiếng
Cô trở thành ngôi sao nổi tiếng vào năm 2002 khi thủ vai cô em gái trong bộ phim 40 tập của đài SBS Giày thủy tinh (2002), kể về hai chị em xa cách khi còn nhỏ và vô tình chạm trán nhau khi trưởng thành. Bộ phim đã thành công vang dội với tỷ suất người xem trên 30%. Bộ phim được đón nhận cuồng nhiệt ở Trung Quốc, Đài Loan, Hồng Kông, Việt Nam và một số nước Đông Nam Á. Năm 2003, cô tới Hồng Kông đóng cùng nam diễn viên/ca sĩ Đài Loan Ngô Kiến Hào trong bộ phim Đài Loan và Hồng Kông hợp tác sản xuất Thiếu niên A Hổ.
Cô lần đầu đóng cặp với diễn viên Ji Jin-hee trong phim Cô Kim muốn làm triệu phú (2004), trong phim có nhiều cảnh quay nhân vật của cô phải làm xấu hình ảnh của mình, cô nói "Tôi diễn bằng năng lực diễn xuất chứ không phải bằng khuôn mặt". Cô cũng nhận vai trong phim điện ảnh hài Shinsukki Blues (2004).
Từ cuối năm 2004 đến năm 2005, cô được chọn vào vai nữ chính Choi Seo-hee trong bộ phim truyền hình Đất (2005) chuyển thể từ tiểu thuyết nổi tiếng cùng tên của nữ tiểu thuyết gia Park Kyung-ni, miêu tả cuộc sống và tình yêu của nông dân và giới quý tộc Triều Tiên vào đầu thế kỷ 20, kéo dài từ thời thuộc địa của Nhật Bản đến khi bán đảo bị chia cắt.. Bộ phim được đầu tư kinh phí lớn đã thành công vang dội, nhận được tỷ suất người xem cao của đài SBS và cô đã nhận được đề cử Nữ diễn viên truyền hình xuất sắc nhất tại Giải thưởng Nghệ thuật Baeksang năm 2006.
Năm 2005, cô tham gia bộ phim Lấy chồng triệu phú (2005), kịch bản lấy cảm hứng từ chương trình truyền hình Joe Millionaire của đài Fox (Mĩ), vào vai một nhân viên giao dịch ngân hàng vướng vào lưới tình của một anh nhân viên giao hàng trong vỏ bọc "triệu phú".
Sau đó, sự nghiệp của cô đã có hai năm gián đoạn. Cô tiết lộ về khoảng thời gian này, cô đã bị khủng hoảng tâm lý, cảm thấy ghét hình ảnh của mình bị đóng khung trong các vai diễn cô gái ngây thơ, nghèo khó. Nhưng cũng sau này, cô nói cảm thấy hối hận về quyết định của mình và thay vào đó cô nghĩ mình nên làm việc chăm chỉ hơn để vượt qua sự nghiệp xuống dốc.

### 2007-2010: Hồi sinh sự nghiệp
Năm 2007, sau 2 năm tạm nghỉ đóng phim, cô đánh dấu sự trở lại với hình ảnh cô gái đáng thương khi vào vai nhân vật Park In-soon trong phim Nàng In-soon xinh đẹp. Nhân vật In-soon của cô là một cô gái cố gắng tái hoà nhập với xã hội sau khi mãn hạn tù vì tội ngộ sát bạn cùng trường trung học. Bộ phim tuy có tỉ suất người xem không được như kỳ vọng nhưng cá nhân cô đã dành giải nữ diễn viên xuất sắc nhất của năm của đài KBS. "Như thể ai đõ đã theo dõi tôi và viết kịch bản dành cho tôi vậy, tôi nhận lời vì tôi nghĩ vai In-soon sẽ giúp tôi tự tin trở lại", cô chia sẻ lý do nhận vai diễn In-soon
Năm 2009, cô một lần nữa tham gia một dự án phim của đài KBS, cô vào vai luật sư trong phim Cộng sự (Partner) đóng cùng Lee Dong-wook. Cuối năm 2009, nhận một vai phụ sau nhiều năm đóng vai chính trong bộ phim truyền hình  từng gây sốt tại một số nước Châu Á Vườn sao băng.
Năm 2010 là một năm buồn của cô khi cô liên tiếp đón nhận cái chết của nam diễn viên Park Yong-ha, bạn thân của cô tự tử vào ngày 30 tháng 6; giám đốc công ty sản xuất phim hợp tác với cô trong phim Đất tự tử vào ngày 1 tháng 7 vì khó khăn về tài chính; và đặc biệt là cha của cô là Kim Tae-beom đã qua đời vào ngày 7 tháng 7 sau một thời gian dài lâm bệnh. Trong năm này cô có chuyến đi tới Bangladesh với vai trò đại sứ thiện chí cho tổ chức Good Neighbors, một tổ chức nhân đạo phi chính phủ của Hàn Quốc. Cô đã quyên góp số tiền phúng viếng từ đám tang của cha cô và một phần tiền bán cuốn sách về đan lát và may vá mang tên Hyun-joo's Handcrafted Story (2009) của cô cho tổ chức Good Neighbors, góp phần xây thư viện trong 11 trại trẻ mồ côi ở các khu ổ chuột ở thủ đô Dhaka. Cô đã chia sẻ: "Tôi thực sự đã trốn sang Bangladesh sau một loạt nỗi buồn, nhưng tôi được an ủi bởi nụ cười của những đứa trẻ đang sống trong điều kiện tồi tệ này. Hành động chia sẻ đã tiếp thêm sức mạnh cho tôi để sống."

### 2011-2015: Tham gia nhiều phim truyền hình dài tập

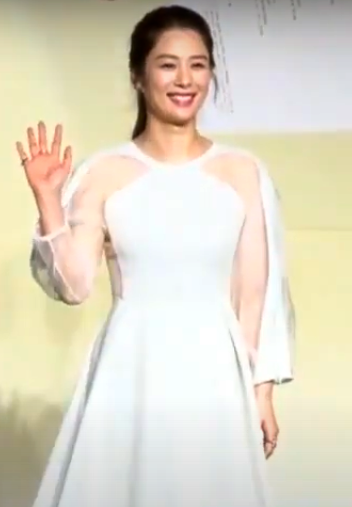
Kim Hyun-joo tại buổi họp báo ra mắt phim Gia đình kỳ quặc năm 2014

Năm 2011, cô quay trở lại với công việc với dự án phim 54 tập Ước mơ lấp lánh(2011). Cô toả sáng với nhân vật Han Jung-won, cô gái làm việc tại nhà xuất bản có tâm hồn thuần khiết, suy nghĩ tích cực trong cuộc sống, kiên định trong công việc. Màn trình diễn này đã giúp cô giành được giải nữ diễn viên xuất sắc nhất, hạng mục phim dài tập của đài MBC năm 2011.
Cô cũng đóng vai chính trong phim If You Were Me 5: Questions & Answers, một bộ phim do Ủy ban Nhân quyền Quốc gia Hàn Quốc đặt hàng.
Sau đó, trong phim truyền hình cuối tuần của đài SBS Mẹ ơi, con xin lỗi! (2012), cô vào vai một biên tập viên tạp chí thời trang với chỉ số IQ ở mức thiên tài, người cảm thấy xấu hổ trước người mẹ thiểu năng phát triển của mình.
Vai diễn ác nữ không có trong danh sách các nhân vật cô từng diễn xuất cho đến khi cô nhận lời vào vai Phế Quý nhân Triệu thị -  nhân vật nổi tiếng ác độc trong lịch sử Hàn Quốc- trong bộ phim truyền hình cổ trang Cuộc chiến nội cung sản xuất năm 2013 của đài JTBC. Cô nói  "Tôi rất vui mừng vì đã có cơ hội để thử một cái gì đó mới", các nhà phê bình ca ngợi tài hoá thân của cô, khi nhân vật do cô thủ vai diễn tiến từ một cô gái trẻ ngây thơ thành một thê thiếp hoàng gia đầy tham vọng, người dùng sắc đẹp và mưu kế của mình để thoả mãn cơn khát quyền lực. Đây cũng là lần đầu tiên cô tham gia một bộ phim của đài truyền hình cáp tư nhân.
Năm 2014, cô nhận vai diễn thư ký Cha Kang-shim, cô chị cả ngại kết hôn vì mất niềm tin vào tình yêu trong bộ phim cuối tuần Gia đình kỳ quặc của đài KBS. Bộ phim 53 tập với tỷ suất người xem trên 40% đã mang lại cho cô vai diễn nữ diễn viên xuất sắc nhất của đài KBS tại lễ trao giải KBS Drama Awards năm 2014.
Năm 2015, cô đóng vai trong bộ phim mang đề tài ngoại tình Người tình của tôi, cô tái hợp diễn viên Ji Jin-hee, bạn diễn chung của cô trong phim Cô Kim muốn làm triệu phú (2004). Với khả năng diễn xuất ấn tượng cùng một lúc vào hai vai (cặp song sinh Do Hae-gang và Dokgo Yong-gi), cô đã giành được giải thưởng tại Lễ trao giải của đài SBS năm đó.

### 2016-nay: Tiếp tục đa dạng vai diễn

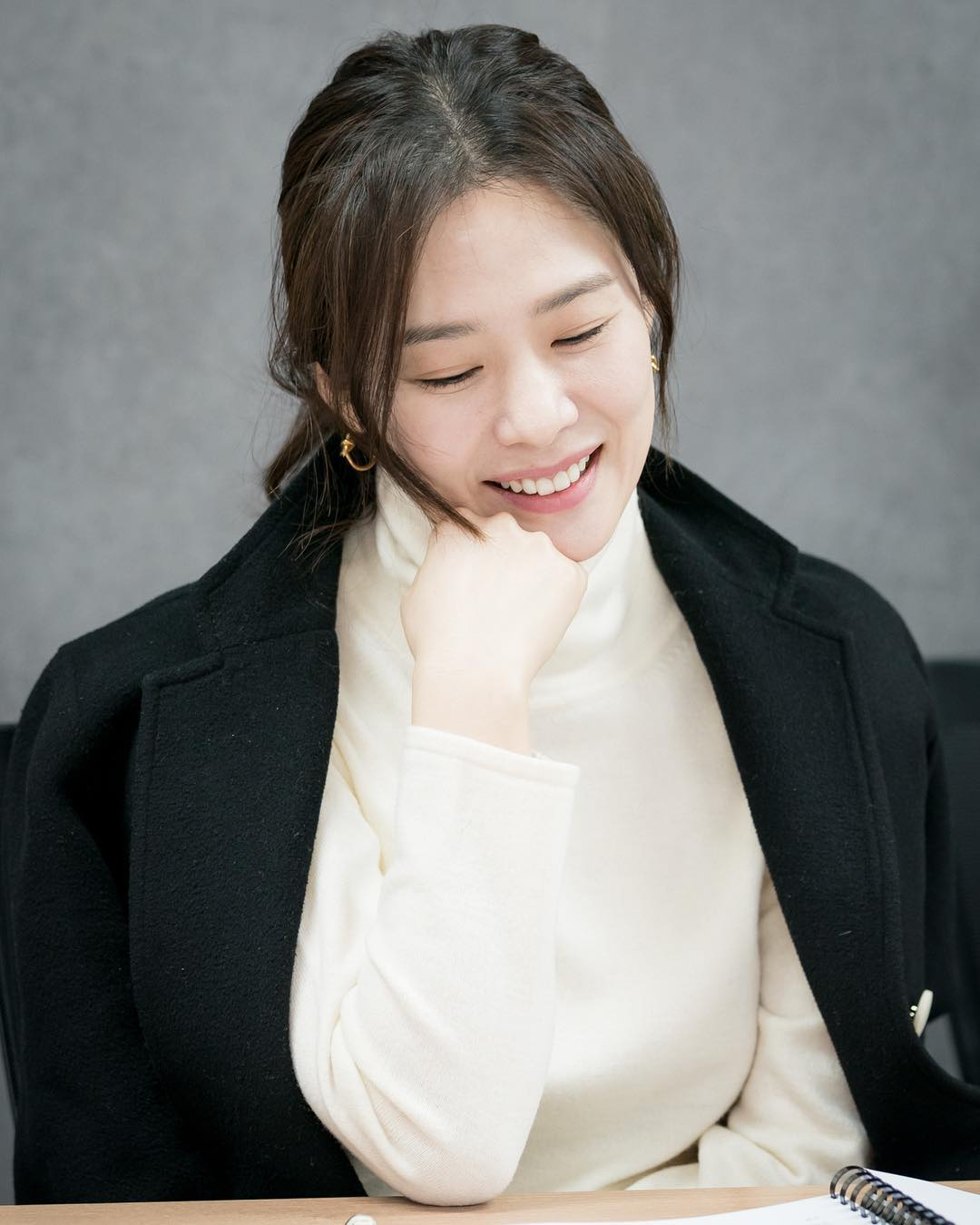
Kim tại buổi đọc kịch bản phim Phép màu đã cho ta gặp nhau ngày 12/2/2018

Các phim gần đây cô hoá thân vào nhiều loại vai diễn, năm 2016 cô vào vai một nhà biên kịch phim truyền hình bị bệnh nan y trong phim Tình yêu diệu kỳ (2016).
Trong dự án phim lãng mạn, mang yếu tố viễn tưởng kỳ ảo của đài KBS mang tên Phép màu đã cho ta gặp nhau (2018)  cô đóng vai người vợ mệt mỏi, mắc kẹt trong cuộc hôn nhân không tình yêu. Cô mô tả nhân vật Seon Hye-jin của mình như “một ngọn núi lửa đang ngủ chực chờ hoạt động”.
Trong phim Người giám sát (2019) của đài OCN, cô đảm nhận vai Han Tae-joo, người từng là một công tố viên ưu tú, đầy triển vọng, nhưng đã trở thành một luật sư hình sự. Tờ Hankyung nhận xét "Với khả năng phân tích nhân vật xuất sắc, đài từ chính xác và khả năng diễn xuất phi thường đã khiến nhân vật Han Tae-joo trở thành một người độc nhất vô nhị"
Tháng 7 năm 2020, cô nhận lời mời tham gia dự án phim Mặt trái của sự thật (2021) của đài JTBC, thủ vai luật sư nhân quyền. Đây là lần tái ngộ thứ ba của cô cùng bạn diễn Ji Jin-hee . Về lý do nhận lời tham gia dự án, cô nói  "Chúng tôi gặp lại nhau sau 4 năm sau phim Người tình của tôi. Vào thời điểm đó, tôi đã nhận được rất nhiều sự giúp đỡ từ Ji Jin-hee cho nhân vật và diễn xuất. Lần này, là một tác phẩm mà ngược lại, những cảm xúc của nhân vật Han Jeong-hyeon của Ji Jin-hee, cần được sống nhiều hơn. Thêm nữa là có rất nhiều người hâm mộ muốn hai chúng tôi tái hợp sau phim Người tình của tôi, vì vậy tôi cũng muốn báo đáp tình cảm đó."
Cuối năm 2020, cô tham gia một dự án phim truyền hình 6 tập của Netflix mang tên Bản án từ địa ngục (Hellbound), được chuyển thể từ webtoon cùng tên, cô đảm nhận vai luật sư Min Hye-jin, người chống lại nhóm cực đoan của giáo phái Chân lý mới. Bộ phim dự kiến khởi chiếu trên Netflix vào ngày 19 tháng 11 năm 2021.
Đạo diễn Yeon Sang-ho sau đó tiếp tục mời cô đảm nhận vai Jung-E, một chiến binh người máy, trong bộ phim viễn tưởng cùng tên . Đây là phim điện ảnh của cô sau 10 năm kể từ sau If you were me 5.
Tháng 4 năm 2022, công ty quản lý của cô xác nhận cô sẽ tham gia dàn diễn viên chính của phim truyền hình Trolley của đài SBS. Cô vào vai nhân vật vợ của một đại biểu quốc hội. Phim dự kiến sẽ được phát hành vào tháng 12 năm 2022.
Tháng 10 năm 2022, Netflix xác nhận việc sản xuất bộ phim The Bequeathed và Kim là một trong những diễn viên chính. Cô có dịp tái ngộ bạn diễn Park Hee-soon, người mới đóng cùng cô trong phim Trolley.

## Danh mục phim
| Phim chưa công chiếu | Ký hiệu phim chưa công chiếu |

### Phim truyền hình
| Năm  | Tên tiếng Anh                                        | Tên tiếng Việt                              | Tên tiếng Hàn                                  | Vai diễn                                | Kênh    | Chú thích                                       | Số tập | Bạn diễn               |
| ---- | ---------------------------------------------------- | ------------------------------------------- | ---------------------------------------------- | --------------------------------------- | ------- | ----------------------------------------------- | ------ | ---------------------- |
| 1997 | Reason I Live For                                    |                                             | 내가 사는 이유                                 | Chun Shim                               | MBC     | Vai phụ                                         |        |                        |
| 1997 | Couple                                               |                                             | 짝                                             | Jung Hee-ryeong                         | MBC     | Khách mời                                       |        |                        |
| 1997 | Ready Go!                                            |                                             | 레디 고!                                       | Na Min Jung                             | MBC     | Vai phụ                                         |        |                        |
| 1998 | Love You! Love You!                                  |                                             | 사랑해 사랑해                                  | Lee Joo Hee                             | SBS     | Vai thứ chính                                   |        |                        |
| 1998 | Three Guys and Three Girls                           |                                             | 남자셋 여자셋                                  | Kim Hyun Joo                            | MBC     | Khách mời; tập 117, 133, 205, 207, 212 214, 493 |        |                        |
| 1998 | I Don't Know Anything But Love                       |                                             | 사랑밖엔 난 몰라                               | Baek Young Gu                           | MBC     |                                                 |        |                        |
| 1998 | MBC Best Theater "Jeondeungsa"                       |                                             | MBC 베스트극장 - 전등사                        | Hyo Im                                  | MBC     |                                                 |        |                        |
| 1999 | Springtime                                           | Thời Thanh Xuân                             | 청춘                                           | Cha Won Young                           | MBC     | Vai chính                                       |        | Jang Dong-gun          |
| 1999 | The Last War                                         |                                             | 마지막 전쟁                                    | Han Ji Eun                              | MBC     | Vai phụ                                         |        | Kim Sang-kyung         |
| 1999 | Into The Sunlight                                    | Dưới Ánh Mặt Trời                           | 햇빛속으로                                     | Lee Yun Hee                             | MBC     | Vai chính                                       |        | Cha Tae-Hyun           |
| 2000 | Love Story - Ep.7: Insomnia, Manual and Orange Juice |                                             | 러브스토리 - 불면증, 매뉴얼 그리고 오렌지 주스 | Seo Young                               | SBS     | Vai chính                                       |        | Kwon Oh-Jung           |
| 2000 | Virtue                                               | Đức                                         | 덕이                                           | Jung Kwi Duk                            | SBS     | Vai chính, từ tập 30                            | 74     |                        |
| 2000 | Medical Center                                       |                                             | 메디컬센터                                     | Soo Kyung                               | SBS     | Khách mời, Tập 29                               |        |                        |
| 2001 | Her House                                            | Ở Nhà Cô Ấy (a.k.a Nhà Nàng)                | 그 여자네 집                                   | Park Young Chae                         | MBC     | Vai thứ chính                                   | 50     | Lee Seo-Jin            |
| 2001 | Sangdo, Merchants of Joseon                          | Thương Gia                                  | 상도                                           | Park Da Nyung                           | MBC     | Vai chính                                       | 50     | Lee Jae-ryong          |
| 2002 | Glass Slippers                                       | Giày Thủy Tinh                              | 유리구두                                       | Lee Sun Woo/Kim Yoon Hee                | SBS     | Vai chính                                       | 40     | So Ji-sub, Han Jae-suk |
| 2004 | Miss Kim's Million Dollar Quest                      | Cô Kim Muốn Làm Triệu Phú                   | 파란만장 미스김 10억 만들기                    | Kim Eun Jae                             | SBS     | Vai chính                                       | 16     | Ji Jin-hee             |
| 2004 | Toji, the Land                                       | Đất                                         | 토지                                           | Choi Seo Hee                            | SBS     | Vai chính                                       | 52     | Yu Jun-Sang            |
| 2005 | Marrying A Millionaire                               | Lấy Chồng Triệu Phú                         | 백만장자와 결혼하기                            | Han Eun Young                           | SBS     | Vai chính                                       | 16     | Go Soo                 |
| 2007 | In Soon Is Pretty                                    | Nàng In Soon Xinh Đẹp                       | 인순이는 예쁘다                                | Park In Soon                            | KBS     | Vai chính                                       | 16     | Kim Min-joon           |
| 2009 | Boys Over Flowers                                    | Vườn Sao Băng                               | 꽃보다 남자                                    | Gu Joon Hee                             | KBS     | Khách mời                                       |        |                        |
| 2009 | Partner                                              | Cộng Sự                                     | 파트너                                         | Kang Eun Ho                             | KBS     | Vai chính                                       | 16     | Lee Dong-Wook          |
| 2011 | Twinkle Twinkle                                      | Ước Mơ Lấp Lánh (a.k.a Trên Đỉnh Danh Vọng) | 반짝반짝 빛나는                                | Han Jung Won                            | MBC     | Vai chính                                       | 54     | Kim Suk-hoon           |
| 2012 | Dummy Mommy                                          | Mẹ Ơi, Con Xin Lỗi                          | 바보엄마                                       | Kim Young Joo                           | SBS     | Vai chính                                       | 20     |                        |
| 2013 | Blooded Palace: The War Of Flowers                   | Cuộc Chiến Nội Cung                         | 궁중잔혹사 꽃들의 전쟁                         | Jo Yam Jeon                             | JTBC    | Vai chính                                       | 50     | Lee Deok-hwa           |
| 2014 | Can We Fall In Love, Again?                          |                                             | 우리가 사랑할 수 있을까                        | Kim Hyun Joo                            | JTBC    | Khách mời; tập 13, 14                           |        |                        |
| 2014 | What's With This Family?                             | Gia Đình Kỳ Quặc (a.k.a. Nhà Mình Có Biến)  | 가족끼리 왜 이래                               | Cha Kang Shim                           | KBS     | Vai chính                                       | 53     | Kim Sang-kyung         |
| 2015 | I Have A Lover                                       | Người Tình Của Tôi (a.k.a. Yêu Anh Lần Nữa) | 애인 있어요                                    | Do Hae Kang (Dokgo On Gi)/Dokgo Yong Gi | SBS     | Vai chính                                       | 50     | Ji Jin-hee,Lee Kyu-han |
| 2016 | Fantastic                                            | Tình Yêu Diệu Kỳ                            | 판타스틱                                       | Lee So Hye                              | JTBC    | Vai chính                                       | 16     | Joo Sang-wook          |
| 2018 | Miracle That We Met                                  | Phép Màu Đã Cho Ta Gặp Nhau                 | 우리가 만난 기적                               | Sun Hye Jin                             | KBS     | Vai chính                                       | 18     | Kim Myung-min          |
| 2019 | Watcher                                              | Người Giám Sát                              | 왓쳐                                           | Han Tae Joo                             | OCN     | Vai chính                                       | 16     | Han Suk-kyu            |
| 2021 | Undercover                                           | Mặt Trái Của Sự Thật                        | 언더커버                                       | Choi Yun Soo                            | JTBC    | Vai chính                                       | 16     | Ji Jin-hee             |
| 2021 | Hellbound                                            | Bản Án Từ Địa Ngục                          | 지옥                                           | Min Hye Jin                             | Netflix | Vai chính                                       | 6      |                        |
| 2022 | Love All Play                                        |                                             | 너에게 가는 속도 493 km                        | Chủ tịch đội bóng bàn Eunice            |         | Khách mời (tập 1)                               |        |                        |
| 2022 | Trolley                                              |                                             | 트롤리                                         | Kim Hye-joo                             |         | Vai chính                                       |        |                        |
| TBA  | The Bequeathed                                       |                                             | 선산                                           | Yoon Seo-ha                             |         | Vai chính                                       |        |                        |

### Phim điện ảnh
| Năm  | Tựa phim tiếng Anh                    | Tựa phim tiếng Việt                          | Tên tiếng Hàn            | Vai diễn      | Bạn diễn                                     |
| ---- | ------------------------------------- | -------------------------------------------- | ------------------------ | ------------- | -------------------------------------------- |
| 1998 | If It Snows On Christmas              | Nếu tuyết rơi vào đêm giáng sinh             | 크리스마스에 눈이 내리면 | Lee Song Hee  | Park Yong Ha, Lee Eun Joo                    |
| 1999 | Calla                                 | Cánh hoa tình yêu                            | 카라                     | Yoon Soo Jin  | Kim Hee Sun, Song Seung Hoon                 |
| 2003 | Star Runner                           | Thiếu niên A Hổ (a.k.a. Tình yêu và sàn đấu) | 스타러너                 | Kim Mi Kyo    | Ngô Kiến Hào, Mạc Thiếu Thông, Đàm Tuấn Ngạn |
| 2004 | Shinsukki Blues                       |                                              | 신석기 블루스            | Seo Jin Young | Lee Sung Jae                                 |
| 2011 | If You Were Me 5: Questions & Answers |                                              | 시선 너머 - 백문백답     | Jung Hee Joo  | Kim Jin Geun, Yoo Ha Joon                    |
| TBA  | Jung-e                                |                                              | 정이                     | Jung-e        | Kang Soo-yeon and Ryu Kyung-soo              |

## Chương trình truyền hình

### Dẫn chương trình
| Năm  | Đài     | Tên chương trình                    | Tên tiếng Hàn                        | Ghi chú                                              |
| ---- | ------- | ----------------------------------- | ------------------------------------ | ---------------------------------------------------- |
| 1997 | MBC     | Scoop! Entertainment City           | 특종! 연예시티                       | VJ                                                   |
| 1997 | MBC     | Popular Song Best 50                | 인기가요 베스트 50                   | VJ                                                   |
| 1997 | KBS     | Saturday Power Start                | 토요일 전원 출발                     | MC                                                   |
| 1997 | KBS 2FM | Gwangjang Music with Gung Sun-young | 궁선영의 가요광장 - 사랑밖엔 난 몰라 | Mục giới thiệu phim "I Don't Know Anything But Love" |
| 1998 | KBS     | Super TV Enjoy Sunday               | 슈퍼TV 일요일은 즐거워               | MC                                                   |
| 1999 | MBC     | Sunday Night                        | 일요일 일요일 밤에                   | MC                                                   |
| 1999 | MBC     | Section TV Entertainment            | 섹션TV 연예통신                      | MC, với Seo Kyung Suk                                |
| 1999 | MBC FM  | FM Dating with Kim Hyun Joo         | 김현주의 FM데이트                    | DJ                                                   |
| 1999 | MBC     | MBC Drama Awards                    | 연기대상                             | với Shin Dong Ho                                     |
| 2000 | Mnet    | Mnet KM Music Festival              | 뮤직비디오 페스티벌                  | MC                                                   |
| 2000 | MBC     | And e-Wonderful World               | 와 e-멋진 세상                       | MC                                                   |
| 2005 | SBS     | SBS Drama Awards                    | 연기대상                             | với Park Sang Won                                    |
| 2009 | MBC FM  | Music Village with Kim Hyun Joo     |                                      | DJ                                                   |
| 2009 | MBC     | ECO Canada by Kim Hyun Joo          |                                      |                                                      |
| 2010 | SBS     | SBS Hope TV                         | 희망TV SBS                           | Host                                                 |
| 2012 | SBS     | SBS Hope TV                         | 희망TV SBS                           | Host                                                 |
| 2013 | KBS     | Road for Hope - Ep.3                | 희망로드 대장정                      | Tình nguyện viên                                     |
| 2013 | MBC     | World Changing Quiz Show            | 세바퀴                               | MC đặc biệt, Tập. 211, 212                           |
| 2013 | MBC     | C'est si bon - Merry Christmas      | 메리크리스마스 세시봉                | MC đặc biệt                                          |
| 2014 | MBC     | Musical Journey to Yesterday        | 음악여행 예스터데이                  | MC                                                   |
| 2016 | MBC     | Real Men                            | 진짜 사나이                          | Người kể chuyện, Tập 59-63 (154-158)                 |
| 2017 | SBS     | My Little Old Boy                   | 미운 우리 새끼                       | MC đặc biệt, Tập 58,59                               |

### Chương trình tạp kỹ, giải trí và Game show
| Năm  | Ngày         | Tên chương trình                                       | Tên tiếng Hàn                 | Kênh | Ghi chú                                                          |
| ---- | ------------ | ------------------------------------------------------ | ----------------------------- | ---- | ---------------------------------------------------------------- |
| 1998 | 6/2          | Love TV - Legend #28                                   | TV는 사랑을 싣고 - 레전드 #28 | KBS  | Tái ngộ "tình đầu" mẫu giáo                                      |
| 1998 | 9/8          | Don't look back - The Maze of Fear Kim Hyun Joo!       |                               | KBS  | Trải nghiệm sợ hãi "Đừng quay người lại!" - Mê cung ma quái KHJ! |
| 2004 | 20/12        | Yashimmanman                                           | 야심만만                      | SBS  | Tập 91, với Lee Sung Jae, g.o.d                                  |
| 2007 |              | Guerilla Date with Kim Hyun Joo (Entertainment Weekly) | 섹션 TV 연예통신              | KBS  |                                                                  |
| 2007 | 6/11         |                                                        | 상상더하기                    | KBS  | Tập 154                                                          |
| 2011 | 1/6          | Golden Fishery                                         | 라디오스타 - 황금어장         | MBC  | Tập 234                                                          |
| 2011 | 20/12, 27/12 | Strong Heart                                           | 강심장                        | SBS  | Tập 109, 110                                                     |
| 2012 | 14/6         | Talk Show Taxi                                         | 현장토크쇼 택시               | tvN  | Tập 243                                                          |
| 2014 | 20/12        | Guerilla Date with Kim Hyun Joo (Entertainment Weekly) | 섹션 TV 연예통신              |      | Hẹn hò du kích với KHJ 2014                                      |
| 2015 | 17/3         | Roomate                                                | 룸메이트                      | SBS  | Tập 43                                                           |
| 2015 | 8/5, 9/5     | Lady Action                                            | 레이디 액션                   | KBS  | Tập 1, 2                                                         |
| 2016 | 29/8         | Abnormal Summit                                        | 비정상회담                    | JTBC | Tập 113                                                          |
| 2017 | 15/10, 22/10 | My Little Old Boy                                      | 미운 우리 새끼                | SBS  | Tập 58, 59                                                       |

### Chương trình phỏng vấn
| Năm  | Ngày  | Tên chương trình          | Tên tiếng Hàn    | Kênh         | Ghi chú                                      |
| ---- | ----- | ------------------------- | ---------------- | ------------ | -------------------------------------------- |
| 2005 | 16/11 | Midnight TV Entertainment | 한밤의 TV연예    | SBS          | với Go Soo                                   |
| 2008 | 5/3   | Midnight TV Entertainment | 한밤의 TV연예    | SBS          | Tập 164                                      |
| 2009 | 27/6  | Entertainment Weekly      | 연예가중계       | KBS          | Họp báo ra mắt phim Cộng sự                  |
| 2010 | 4/1   | Showbiz Extra             |                  | Arirang TV   |                                              |
| 2011 | 13/2  | Section TV Entertainment  | 섹션 TV 연예통신 | MBC          | Họp báo phim Ước mơ lấp lánh                 |
| 2011 | 2/4   |                           |                  | MBC          |                                              |
| 2011 | 30/11 | Section TV Entertainment  | 섹션 TV 연예통신 | MBC          | Rising Star                                  |
| 2012 | 14/3  | Midnight TV Entertainment | 한밤의 TV연예    | SBS          | Dummy Mommy BTS                              |
| 2014 | 26/1  | Section TV Entertainment  | 섹션 TV 연예통신 | MBC          | Star Ting                                    |
| 2014 | 16/8  | Entertainment Weekly      | 연예가중계       | KBS          | Phỏng vấn diễn viên Gia đình kỳ quặc         |
| 2014 | 4/10  | Entertainment Weekly      | 연예가중계       |              | Phỏng vấn các cặp đôi phim Gia đình kỳ quặc  |
| 2014 | 21/12 |                           |                  | Chosun Media | với Kim Sang Kyung                           |
| 2015 | 14/2  | Entertainment Weekly      | 연예가중계       | KBS          | liên hoan đóng máy phim Gia đình kỳ quặc     |
| 2015 | 8/3   | Section TV Entertainment  | 섹션 TV 연예통신 | MBC          | KHJ kể về tình yêu với nhóm cá sĩ thần tượng |
| 2015 | 16/11 | Midnight TV Entertainment | 한밤의 TV연예    | SBS          | Các cảnh phim Người tình của tôi             |

### Chương trình thiện nguyện/giáo dục công ích
| Năm  | Ngày phát sóng | Kênh           | Tên chương trình                                   | Tên tiếng Hàn                                 | Ghi chú |
| ---- | -------------- | -------------- | -------------------------------------------------- | --------------------------------------------- | --- |
| 2000 | 17/1           | KBS            | Trải nghiệm cuộc sống lao động                     | 체험 삶의 현장 - 노동맨 #40                   | Trải nghiệm thử thách "Một ngày làm mẹ" ở trại trẻ mồ côi, phát sóng ngày 17/1/2000                                                          |
| 2009 |                | MBC Life       | ECO Canada by Kim Hyun Joo                         |                                               | Chương trình giáo dục sống "xanh" của đài MBC                                                                                                |
| 2009 |                | tvN            | Đôi cánh 22 tuổi                                   |                                               | Người dẫn chuyện, Tập 4 |
| 2010 |                | tvN            | World Special Love                                 |                                               | Tập 1, 2. Chuyến đi tình nguyện tới Phillipines (chuyến đi tháng 1/2010)                                                                     |
| 2010 | 4/9            | KBS            | Quyên tiền cho Good Neighbors                      |                                               | Kể lại chuyến đi tình nguyện Bangladesh hồi tháng 7/2010                                                                                     |
| 2011 | 5/12, 8/12     | Channel A      | You're My Destiny                                  | 너는 내 운명                                  | Người dẫn chuyện, |
| 2012 | 17/11          | SBS            | SBS Hope TV                                        | 희망TV SBS                                    | Tập 35. Chuyến đi tình nguyện tới Tanzania (cũng là MC)                                                                                      |
| 2012 | 21/11          | MBC            | Human Love - Mother's love will never stop         | 휴먼다큐멘터리 사랑 - 엄마는 멈추지 않는다    | Người dẫn chuyện, Tập 1 |
| 2013 |                | KBS            | Road for Hope                                      |                                               | Tập 3. Chuyến đi tình nguyện tới Cộng hoà Chad                                                                                               |
| 2015 |                | Good Neighbors | Earthquake in Nepal                                |                                               | Kim Hyun Joo in Nepal |
| 2017 | 9/6            | SBS            | SBS Hope TV                                        | 희망TV SBS                                    | Tập 112 chuyến đi tình nguyện ở Cộng hoà Niger                                                                                               |
| 2019 | 25/2           | MBC            | Hồ sơ ký ức - Kim Maria trong trí nhớ Kim Hyun Joo | 기억록 - 김현주, 김마리아를 기억하여 기록하다 | Loạt chương trình kỷ niệm 100 năm kháng chiến chống Nhật của người Triều Tiên, giới thiệu về nhân vật Kim Maria qua lời dẫn của Kim Hyun Joo |

## Sách
| Năm  | Tựa tiếng Anh                | Tựa tiếng Hàn             | Tác giả      | Ngày phát hành | Nhà xuất bản | IBSN          |
| ---- | ---------------------------- | ------------------------- | ------------ | -------------- | ------------ | ------------- |
| 2009 | Hyun-joo's Handcrafted Story | 현주의 손으로 짓는 이야기 | Kim Hyun-joo | 20/12/2009     | 살림LIFE     | 9788952213143 |

## Âm nhạc

### Video ca nhạc
| Năm  | Tên MV                | Tên tiếng Hàn | Ca sĩ          | Ghi chú                                     |
| ---- | --------------------- | ------------- | -------------- | ------------------------------------------- |
| 1996 | One's Lifetime        | 일생을        | Kim Hyun Chul  |                                             |
| 1996 | The Day Was Beautiful | 그때가 좋았어 | Seo Ji Won     |                                             |
| 1997 | Entreaty              | 애원          | Lee Seung Hwan | với Jang Hyuk                               |
| 1998 | Now                   | 이젠          | Yuno           |                                             |
| 1999 | To The Bride          | 신부에게      | Yurisangja     |                                             |
| 2001 | Already One Year      | 벌써1년       | Brown Eyes     | với Trương Chấn, Lee Beom Soo, Jung Eun Pyo |
| 2002 | Little By Little      | 점점          | Brown Eyes     | với Trương Chấn, Lee Beom Soo               |
| 2004 | Parting Was Far Away  | 이별은 멀었죠 | Han Kyung Il   |                                             |

### Đĩa đơn
| Năm  | Tên bài hát   | Tên tiếng Hàn | Nghệ sĩ                     | Ghi chú                                                                                                 |
| ---- | ------------- | ------------- | --------------------------- | --- |
| 2003 | Sad Fate      | 슬픈인연      | Kim Hyun Joo                | Trong album "In The Name Of Love" (사랑의 이름으로 - Nhân danh tình yêu) được phát hành ngày 29/11/2003 |
| 2009 | Promise       | 약속          | Kim Hyun-joo                | OST phim Cộng sự (Partner)                                                                              |
| 2012 | Forgetfulness |               | Kim Hyun-joo feat. PK Heman | đĩa đơn                                                                                                 |

## Các hoạt động khác

### Đại sứ
| Từ năm | Công việc                                                      | Hoạt động |
| ------ | -------------------------------------------------------------- | --- |
| 2010   | Đại sứ thiện chí tổ chức từ thiện phi lợi nhuận Good Neigbours | - 25/07/2010 - 02/08/2010: Chương trình xây thư viện cho trẻ em mồ côi ở khu ổ chuột ở Dhaka, Bangladesh - 30/9/2013-10/10/2013: Chuyến đi giúp đỡ trẻ em nghèo ở Cộng hoà Chad, chuyến đi có ghi hình thuộc chương trình Road to Hope, của đài KBS (phối hợp với tổ chức Good Neigbours) - 11/5/2015 - 18/5/2015: Cùng đoàn tình nguyện của Good Neigbours tới cứu trợ nạn nhân động đất ở Nepal |
| 2010   | Đại sứ chiến dịch "Pink Ribbon"                                | - Chụp ảnh bán khoả thân cho triển lãm ảnh của chiến dịch Dải Ruy-băng Hồng (Pink Ribbon), nhằm nâng cao nhận thức của cộng đồng về bệnh ung thư vú ở phụ nữ |

## Giải thưởng và đề cử
| Year | Award                     | Category                                              | Nominated work                 | Result    |
| ---- | ------------------------- | ----------------------------------------------------- | ------------------------------ | --------- |
| 1998 | MBC Drama Awards          | Best New Actress                                      | I Don't Know Anything But Love | Đoạt giải |
| 1998 | SBS Drama Awards          | Best New Actress                                      | I Love You! I Love You!        | Đoạt giải |
| 2000 | SBS Drama Awards          | Excellence Award, Actress                             | Virtue                         | Đoạt giải |
| 2001 | MBC Drama Awards          | Excellence Award, Actress                             | Her House                      | Đoạt giải |
| 2002 | 38th Baeksang Arts Awards | Best Actress (TV)                                     | Her House                      | Đề cử     |
| 2002 | MBC Drama Awards          | Top Excellence Award, Actress                         | Thương gia                     | Đề cử     |
| 2002 | SBS Drama Awards          | Excellence Award, Actress in a Special Planning Drama | Giày thủy tinh                 | Đoạt giải |
| 2002 | SBS Drama Awards          | Top 10 Stars Award                                    | Giày thủy tinh                 | Đoạt giải |
| 2002 | SBS Drama Awards          | SBSi Award                                            | Giày thủy tinh                 | Đoạt giải |
| 2004 | SBS Drama Awards          | Top Excellence Award, Actress                         | Cô Kim muốn làm triệu phú      | Đề cử     |
| 2004 | SBS Drama Awards          | Excellence Award, Actress in a Drama Special          | Cô Kim muốn làm triệu phú      | Đoạt giải |
| 2004 | SBS Drama Awards          | Top 10 Stars                                          | Cô Kim muốn làm triệu phú      | Đoạt giải |
| 2005 | SBS Drama Awards          | Top 10 Stars                                          | Đất, Lấy chồng triệu phú       | Đoạt giải |
| 2005 | SBS Drama Awards          | Top Excellence Award, Actress                         | Đất                            | Đề cử     |
| 2005 | SBS Drama Awards          | Excellence Award, Actress in Serial Drama             | Đất                            | Đề cử     |
| 2005 | SBS Drama Awards          | Netizen Popularity Award                              | Đất                            | Đoạt giải |
| 2006 | 42nd Baeksang Arts Awards | Best Actress (TV)                                     | Đất                            | Đề cử     |
| 2007 | KBS Drama Awards          | Top Excellence Award, Actress                         | Nàng In-soon xinh đẹp          | Đoạt giải |
| 2008 | 44th Baeksang Arts Awards | Best Actress (TV)                                     | Nàng In-soon xinh đẹp          | Đề cử     |
| 2011 | MBC Drama Awards          | Top Excellence Award, Actress in a Serial Drama       | Ước mơ lấp lánh                | Đoạt giải |
| 2011 | MBC Drama Awards          | Best Couple Award (with Kim Suk-hoon)                 | Ước mơ lấp lánh                | Đoạt giải |
| 2011 | 4th Korea Drama Awards    | Best Actress                                          | Ước mơ lấp lánh                | Đề cử     |
| 2012 | 48th Baeksang Arts Awards | Best Actress (TV)                                     | Ước mơ lấp lánh                | Đề cử     |
| 2012 | 5th Korea Drama Awards    | Top Excellence Award, Actress                         | Mẹ ơi, con xin lỗi             | Đề cử     |
| 2013 | 2nd APAN Star Awards      | Excellence Award, Actress in a Serial Drama           | Cuộc chiến nội cung            | Đề cử     |
| 2014 | KBS Drama Awards          | Top Excellence Award, Actress                         | Gia đình kỳ quặc               | Đoạt giải |
| 2014 | KBS Drama Awards          | Excellence Award, Actress in a Serial Drama           | Gia đình kỳ quặc               | Đề cử     |
| 2014 | KBS Drama Awards          | Best Couple Award with Kim Sang Kyung                 | Gia đình kỳ quặc               | Đoạt giải |
| 2014 | 3rd APAN Star Awards      | Excellence Award, Actress in a Serial Drama           | Gia đình kỳ quặc               | Đề cử     |
| 2015 | 4th APAN Star Awards      | Top Excellence Award, Actress in a Serial Drama       | Người tình của tôi             | Đoạt giải |
| 2015 | SBS Drama Awards          | Grand Prize                                           | Người tình của tôi             | Đề cử     |
| 2015 | SBS Drama Awards          | Top Excellence Award, Actress in a Serial Drama       | Người tình của tôi             | Đoạt giải |
| 2015 | SBS Drama Awards          | Netizen Popularity Award                              | Người tình của tôi             | Đoạt giải |
| 2015 | SBS Drama Awards          | Best Couple Award with Ji Jin-hee                     | Người tình của tôi             | Đoạt giải |
| 2015 | SBS Drama Awards          | Top 10 Stars                                          | Người tình của tôi             | Đoạt giải |
| 2016 | 52nd Baeksang Arts Awards | Best Actress (TV)                                     | Người tình của tôi             | Đề cử     |
| 2016 | 9th Korea Drama Awards    | Top Excellence Award, Actress                         | Người tình của tôi             | Đề cử     |
| 2018 | KBS Drama Awards          | Top Excellence Award, Actress                         | Phép màu đã cho ta gặp nhau    | Đề cử     |
| 2018 | KBS Drama Awards          | Excellence Award, Actress in a Mid-length Drama       | Phép màu đã cho ta gặp nhau    | Đề cử     |
| 2019 | OCN Awards                | Best Case Solver Award                                | Người giám sát                 | Đoạt giải |